# Lycaugesia stigmaleuca
Lycaugesia stigmaleuca är en fjärilsart som beskrevs av Dyar 1914. Lycaugesia stigmaleuca ingår i släktet Lycaugesia och familjen nattflyn. Inga underarter finns listade i Catalogue of Life.